# Jens Winter

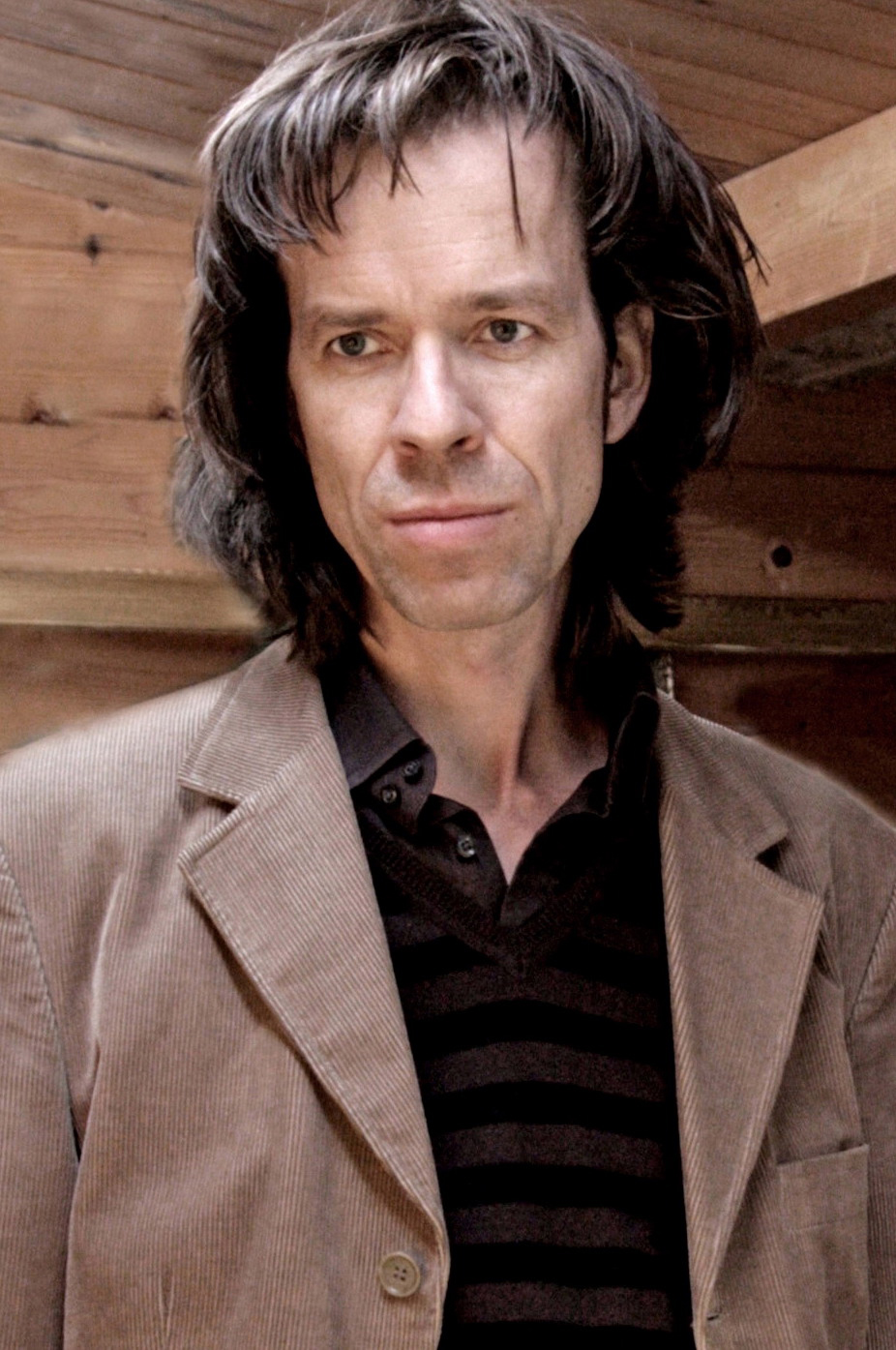
Jens Winter

Jens Winter (* 26. Mai 1965 in Neuwied) ist ein deutscher Film- und Theaterschauspieler britischer Abstammung. Er lebt seit 1987 in Berlin und arbeitet als Schauspieler und Synchronsprecher im deutschen und englischen Sprachraum.

## Wirken
Seine Arbeiten umfassen Film- und Fernsehproduktionen in Deutschland und einzelne Projekte in Irland und den USA. 2008 lief der Science-Fiction Kinofilm Summer Of The Flying Saucer des irischen Regisseurs Martin Duffy im Wettbewerb des Filmfestivals LUCAS in Frankfurt/Main, Jonah And The Vicarious Nature Of Homesickness ist Gewinner des Berlin Today Award 2010 der Berlinale. Für die Sektion Generation der Berlinale ist Jens Winter seit 2001 als Einsprecher tätig.

## Ausbildung
- 1995–1998 Schauspielausbildung und ZBF-Prüfung an der Schauspielschule Charlottenburg
- 2002 Meisterklasse Filmschauspiel an der Deutschen Schauspieler- und Medienakademie DSA Berlin
- 2004 International Film Actors Training – The Studio, Los Angeles

## Kino
- 2008 Summer Of The Flying Saucer | Regie: Martin Duffy | Rolle: The Tall Man Jimi
- 2006 Schöner Leben | Regie: Markus Herling | Rolle: Gerd
- 2003 Luther | Regie: Eric Till | Rolle: Fugger Revisor

## Film und Fernsehen (Auswahl)
- 2009 Jonah And The Vicarious Nature Of Homesickness | Regie: Bryn Chainey | Rolle: Jonah | Gewinner des Berlin Today Award 2010
- 2007 Unschuldig | Regie: Benjamin Quabeck | Rolle: Dirk Antes Pro7
- 2007 Die Stein | Regie: Karola Hattop | Rolle: Reiner Rieplos ARD
- 2005–2003 Der Landarzt | Regie: Gunter Krää, Torsten Löhn | Rolle: Urs Jakob ZDF
- 2005 The Chittendens | Regie: Cathrine Sullivan | Rolle: Rich Chittenden (Filminstallation für das MoMA London)
- 2004 Im Namen des Gesetzes | Regie: Florian Froschmayr | Rolle: Meißner RTL

## Theater und Tanz
In Bühnenproduktionen arbeitet Jens Winter vorzugsweise bewegungschoreographisch und sucht die organische Verbindung zwischen Schauspiel und Tanz.
Vor seiner Schauspielausbildung erlernte er vier Jahre lang die Grundtechniken des Butoh Tanzes bei den japanischen Choreographinnen Yumiko Yoshioka und Minako Seki und spielte in vier ihrer Berliner Produktionen (The Last Wedding / The Last Supper / Die Reise nach China im Traum / Night On A Bare Mountain).
Bei der österreichischen Regisseurin Ingrid Hammer spielte er in den Schauspiel-Tanz-Nachttraum-Abenden „REM Phase 3“ und „REM Phase IV“.
Die eigene Stückentwicklung „stop and go – ein Tanz-Theaterabend“ entstand gemeinsam mit den Choreographinnen und zeitgenössischen Tänzerinnen Tamara Brücken und Anna Widmer. stop and go wurde 2006 bei den Freilichtspielen Schwäbisch Hall uraufgeführt.

### Stückauswahl
- 2011 Russisch Roulette | Regie: Anke Reitzenstein | Rolle: Renè van der Flught | Die Auftakter, Berlin
- 2010 Morpheus Garten | Regie: Anke Reitzenstein | Rolle: Prof. Tiefensee | Die Auftakter, Berlin
- 2009 Tod Couture | Regie: Anke Reitzenstein | Rolle: Gregor Schroeder | Die Auftakter, Berlin
- 2008 Letzter Wille | Regie: Anke Reitzenstein | Rolle: Franz | Die Auftakter, Berlin
- 2008 Gelee Royale | Regie: Anke Reitzenstein | Rolle: Rolf Wawraczek | Die Auftakter, Berlin
- 2007 Opera Mortale | Regie: Anke Reitzenstein | Rolle: Hajo von Boysenberry | Die Auftakter, Berlin
- 2006 stop and go | Regie: Tamara Brücken, Anna Widmer, Jens Winter | Rolle: Der Mann | Freilichtspiele Schwäbisch Hall
- 2004 REM Phase IV | Regie: Ingrid Hammer | Rolle: Jürgen | Theater Zerbrochene Fenster Berlin
- 2004 Bloomsday-Night Town | Regie: Anna Zimmer | Rolle: Stephen Daedalus | Kunsthaus Tacheles Berlin
- 2004 The Audimax Manifestation | Regie: Cathrine Sullivan | Rolle: Dr. Nerd | Gastspiel an der Volksbühne Berlin
- 2002 Rem Phase 3 | Regie: Ingrid Hammer | Rolle: Jürgen |  Theater zum westlichen Stadthirschen Berlin
- 2001–1999 Engagement am Theater Windspiel Berlin, künstlerische Leitung und Regie: Niksa Eterovic | Stücke: Mirandolina  / Cafe der Intuition / Schlangenhemd des Windes / „?“ / VEB Horch & Guck / Ein Fremder, was ist das? / Ulysses-Chapter 1 / Ein Tisch muss her
- 1998 Krach in Chiozza | Regie: Valentin Plătăreanu | Rolle: Paron Fortunato | Theater Charlotte, Berlin; Gemeindehalle Mietingen
- 1998 Der Stern ohne Namen | Regie: Valentin Platareanu | Rolle: Prof. Miroiu | Werkstatt der Kulturen, Berlin
- 1997 Der Schub | Regie: Valentin Plătăreanu | Rolle: Pit | Renaissance-Theater  Berlin, Gastspiel

## Weiterführende Literatur
Pressemedien
- TAGESSPIEGEL, 29. Februar 2020, Gesichter der Berlinale: Jens Winter, von Vivien Krueger
- TAGESSPIEGEL, 15. Februar 2017, Jens Winter, Einsprecher auf der Berlinale - Mit anderen Worten, von Christian Vooren
- HÖRZU, Heft 23/2008, Unschuldig-Chaostage/PRO7 am 11. Juni 2008
- Haller Tagblatt, 10. August 2006, Von Bewegungen und Begegnungen – stop and go, von Bettina Lober
- Berliner Morgenpost, 19. Dezember 2004, Tanzträume in fremden Betten – REM Phase IV, von cok
- Berliner Zeitung, 26. März 1999, Couchtisch mit Kurbel – Ein Tisch muss her, von Irene Bazinger
- Neues Deutschland, 1. Dezember 1998, Mirandolina empfängt, von Sonja Patzschke
- Berliner Morgenpost, 18. November 1998, Spaghetti alla Mirandolina, von Josef Keller
- Südwest Presse, 10. November 1998, Komödie im Milieu der Fischer – Krach in Chiozza, von Wolfgang Manecke
- Märkische Allgemeine, 14. März 1997, Nicht Mitleid, Verständnis – Der Schub, von Gerold Paul